# Косовски заштитни корпус
Косовски заштитни корпус (КЗК; алб. Trupat e Mbrojtjes së Kosovës, TMK) је била организација цивилних хитних служби на Косову и Метохији активна од 1999. до 2009. године, када га наслеђују Косовске безбедносне снаге.
Основан је 21. септембра 1999. године објављивањем Уредбе УНМИК-а 1999/8 и договором о дозвољеној улози КЗК на Косову и Метохији. У ствари, то је био компромис између разоружане терористичке Ослободилачке војске Косова (ОВК) који је био предвиђен Резолуцијом Савета безбедности ОУН 1244, који су Албанци одбацили, те су ОВК само трансформисали у КЗК.

## Историја
Непосредно након завршетка рата на Косову и Метохији 1999. године и доласка НАТО снага, појавила се потреба за дефинисањем улоге терористичке Ослободилачке војске Косова (ОВК) у складу са новонасталом ситуацијом. Резолуција Савета безбедности ОУН 1244, одобрена у јуну 1999, подразумевала је демилитаризацију ОВК.
Стога су истог месеца командант КФОР-а генерал Мајк Џексон и Хашим Тачи као генерални командант ОВК потписали Споразум о демилитаризацији и трансформацији ОВК.
По завршетку процеса демилитаризације, у септембру 1999. Специјални представник УН Бернар Кушнер потписао је Уредбу бр. 1999/8 о оснивању Косовског заштитног корпуса (КЗК), након чега је уследила Декларација о принципима, коју су потписали командант КЗК-а и команданта КФОР-а.
Непосредно након усвајања ових аката, Међународна организација за миграције (МОМ) је покренула кампању регистрације терориста ОВК, која је трајала од 23. јула до 31. новембра 1999. године. Према документима МОМ-а, чланова ОВК је било 25.723.
Један број припадника ОВК придружио се Полицији Косова.